# Маца, Иехошуа
Иехошуа (Ешуа) Маца (ивр. יהושע מצא‎; 8 августа 1931, Иерусалим — 30 декабря 2020) — израильский политик и государственный деятель. Заместитель мэра Иерусалима, депутат кнессета 11—15-го созывов от блока «Ликуд», министр здравоохранения в правительстве Биньямина Нетаньяху (1996—1999).

## Биография
Родился в 1931 году в Еврейском квартале Иерусалима. Семья проживала в этом городе на протяжении 11 поколений, предки Иехошуа Мацы перебрались в Палестину из Греции, куда до этого бежали из Испании после Альгамбрского эдикта 1492 года.
Окончил среднюю школу в Иерусалиме. Под влиянием доминировавших в семье взглядов в 14 лет присоединился к еврейской подпольной организации «ЛЕХИ». В рамках участия в её деятельности распространял антибританские брошюры и создавал тайники с оружием. Во время Войны за независимость Израиля принял участие в операции «Кедем» — попытке бойцов «ЛЕХИ» прорваться в Старый город Иерусалима через Новые ворота, окончившейся неудачей.
С 1950 по 1952 год проходил службу в артиллерии, уволен в запас в звании капитана. По окончании службы получил образование в области бухгалтерского учёта и работал аудитором. Принимал активное участие в управлении иерусалимским футбольным клубом «Бейтар».
В 1965 году избран в городской совет Иерусалима и оставался его депутатом на протяжении следующих двух десятилетий, в том числе с 1969 по 1979 год как заместитель мэра от блока ГАХАЛ (впоследствии «Ликуд»). В этом качестве в частности отвечал за озеленение города, создание публичных садов и парков. В 1978 году был кандидатом на пост мэра, но проиграл Тедди Коллеку. В 1981—1983 годах также был исполняющим обязанности директора государственной строительной компании «Шикун у-Фитуах».
В 1984 году избран в кнессет по списку блока «Ликуд». Успешно переизбирался ещё четыре раза подряд. В 12-13-м созывах кнессета возглавлял комиссию кнессета по внутренним делам и защите окружающей среды. Занимал также пост председателя секретариата «Ликуда». В конце 1996 года премьер-министр Биньямин Нетаньяху назначил Мацу министром здравоохранения. Маца сменил на этом посту Цахи Ханегби, переведённого в министерство юстиции, и занимал его вплоть до смены правительства летом 1999 года. В этот период он также входил в состав комиссии кнессета по иностранным делам и безопасности.
В кнессете 15-го созыва, на фоне переговоров премьер-министра Эхуда Барака с руководством ПНА о разделе Иерусалима, Маца внёс на рассмотрение кнессета законопроект, обуславливающий любые территориальные уступки в Иерусалиме получением абсолютного большинства голосов депутатов. Поправка к закону была принята 84 голосами против 36. Сам Маца впоследствии называл эту поправку вершиной своей парламентской карьеры.
В политических кругах Маца считался сторонником Ариэля Шарона. Тем не менее, после того как Шарон в 2001 году был избран премьер-министром Израиля, он не назначил Мацу на министерский пост. На следующий год тот был избран президентом организации Israel Bonds, занимающейся распространением израильских государственных облигаций среди евреев диаспоры. В том же году он подал в отставку с депутатского поста. Маца возглавлял организацию до 2011 года, в первый же год в должности президента установив новый рекорд продаж — более 1,3 млрд долларов. После возвращения в Израиль Маца возглавил Фонд памяти Менахема Бегина и оставался на этом посту до конца жизни.
За свою деятельность Иехошуа Маца был удостоен звания почётного гражданина Иерусалима. Он скончался в возрасте 89 лет в декабре 2020 года, оставив после себя трёх дочерей и сына, и был похоронен на иерусалимском кладбище «Хар ха-Менухот» в секции почётных граждан.